# Острво Дискавери (Беј Лејк)
Острво Дискавери (енгл. Discovery Island) је острво од 11,5 akr (4,7 ha) у језеру Беј на Флориди. Налази се на имању  Дизниленд одмаралишта (Walt Disney World) у граду Беј Лејк. Између 1974. и 1999. године, острво је било туристичка атракција отворена за посетиоце, који су могли да посматрају бројне животиње и птица. Дизни га је првобитно назвао „Острво са благом”, а касније га је преименовао у „Острво Дискавери”. Острво је тренутно напуштено, али се може видети пловидбом на језеру Беј. Острво Дискавери је сада назив једне од земаља у Дизнијевом животињском царству.

## Историја

### Недозвољена посета
Дана 30. априла 2020. године, ухапшен је мушкарац због камповања на острву. Уклоњен је са острва и забрањен му је приступ на поседима Волта Дизнија. Он је острво назвао „тропским рајем“ и рекао да није знао да је ово подручје забрањено за јавност.